# GEMINI (曲)
『GEMINI』（ジェミニ）は、中原めいこの楽曲。作詞・作曲：中原めいこ、編曲：木森敏之。
1982年7月1日発売のアルバム『COCONUTS HOUSE』に収録。同年9月21日にはシングル「Go Away」のB面に収録される形でシングルカットされた。

## 川島なお美のカバー
川島なお美の6枚目のシングル。大阪ガスCMソング。オリコンチャートによると、約3万枚を売り上げ、同チャートにおける自身最大の売上のシングルとなった。B面の「Summer Vacation」は、作曲者の村田和人が竹内まりやとのデュエットでセルフカバーしている。

### 収録曲
- 全曲編曲：新川博

1. GEMINI (3分35秒)
作詞・作曲：中原めいこ
2. Summer Vacation (3分52秒)
作詞：安藤芳彦／作曲：村田和人

### 収録アルバム
- 『シャワーのあとで』(#1、2)
- 『GOLDEN☆BEST 川島なお美』(#1、2)